# Wellington (Kansas)
Wellington város az USA Kansas államában. Lakosainak száma 7715 fő (2020. április 1.).

## Népesség
A település népességének változása:

| 2010 | 8 172 |
| 2020 | 7 715 |